# Iota Persei
Iota Persei ( Persei) é uma estrela na direção da constelação de Perseus. Possui uma ascensão reta de 03h 09m 02.88s e uma declinação de +49° 36′ 48.6″. Sua magnitude aparente é igual a 4.05. Considerando sua distância de 34 anos-luz em relação à Terra, sua magnitude absoluta é igual a 3.85. Pertence à classe espectral G0V. É um sistema estelar próximo aom Sistema Solar, que compartilha várias características físicas com o Sol.